# Tzoncomala
Tzoncomala är en ort i Mexiko.   Den ligger i kommunen Cuetzalan del Progreso och delstaten Puebla, i den sydöstra delen av landet, 180 km öster om huvudstaden Mexico City. Tzoncomala ligger 420 meter över havet och antalet invånare är 182.
Terrängen runt Tzoncomala är huvudsakligen kuperad, men åt nordost är den platt. Runt Tzoncomala är det tätbefolkat, med 383 invånare per kvadratkilometer. Närmaste större samhälle är Olintla, 18,8 km väster om Tzoncomala. I omgivningarna runt Tzoncomala växer huvudsakligen savannskog.